# ТЕС Фенчугандж
24°41′12″ пн. ш. 91°55′7″ сх. д. / 24.68667° пн. ш. 91.91861° сх. д.
ТЕС Фенчугандж – теплова електростанція на північному сході Бангладеш, яка належить державній компанії Bangladesh Power Development Board (BPDB).
У 1995 році на майданчику станції став до ладу парогазовий блок комбінованого циклу потужністю 97 МВт, в якому дві газові турбіни живлять через відповідну кількість котлів-утилізаторів одну парову турбіну. За проектом протягом більшої частини року воду для охолодження мали отримувати із річки Кушияра (на березі якої розташована ТЕС), а під час п’ятимісячного посушливого сезону ресурс мав надходити зі свердловин. Втім, на практиці обладнання не забезпечувало достатньої фільтрації води з підземних джерел, тому парова турбіна значну частину року простоювала. Крім того, в квітні 1998-го та лютому 1999-го через поламки вийшли з ладу обидві газові турбіни. Як наслідок, у 2000 – 2001 роках на блоці провели масштабну ремонтну кампанію.
В 2011-му став до ладу другий парогазовий блок комбінованого циклу потужністю 104 МВт. Він також має дві газові турбіни, які через відповідну кількість котлів-утилізаторів живлять одну парову турбіну.
У певний момент для покриття зростаючого попиту на електроенергію в Бангладеш почали широко використовувати практику оренди генеруючих потужностей – державна BPDB укладала угоди із приватними компаніями, які розміщували на майданчиках існуючих теплоелектростанцій генеруючі установки на основі двигунів внутрішнього згоряння, котрі могли бути швидко змонтовані, а в майбутньому демобілізовані. Зокрема, в 2009-му на ТЕС Фенчугандж стали до роботи 19 установок General Electric Jenbacher J620 загальною потужністю 51 МВт від компанії Barakatullah Electro Dynamics. А в 2012-му запустили 17 установок General Electric Jenbacher (12 типу JGS 620 GS-NL та 5 типу JMS 620 GS-NL) загальною потужністю 50 МВт (законтрактована потужність – 44 МВт) від Hosaf Group.
Станція розрахована на використання природного газу, який надходить до регіону по газотранспортному коридору Кайлаштіла – Ашугандж (можливо відзначити, що в 2004-му у Фенчуганджі почалась розробка місцевого газового родовища, проте воно має доволі незначні запаси).
Видача продукції відбувається по ЛЕП, розрахованим на роботу під напругою 230 кВ та 132 кВ.
Біч-о-біч із ТЕС Фенчугандж розташований майданчик ТЕС Кушияра.